# Duellmanohyla salvavida
A Duellmanohyla salvavida a kétéltűek (Amphibia) osztályának békák (Anura) rendjébe és a levelibéka-félék (Hylidae) családjába tartozó faj.

## Előfordulása
A faj Honduras endemikus faja. Természetes élőhelye a mérsékelt égövi erdők,  trópusi vagy szubtrópusi nedves hegyvidéki erdők, folyók. A fajra élőhelyének elvesztése jelent fenyegetést.